# Шаралдайское сельское поселение
Се́льское поселе́ние «Шаралдайское» (бур. Шаралдайн hомон) — муниципальное образование в Мухоршибирском районе Бурятии Российской Федерации.
Административный центр — село Шаралдай.

## История
Статус и границы сельского поселения установлены Законом Республики Бурятия от 31 декабря 2004 года № 985-III «Об установлении границ, образовании и наделении статусом муниципальных образований в Республике Бурятия»

## Население
| 2002  | 2011  | 2012  | 2013  | 2014  | 2015  | 2016  |
| ----- | ----- | ----- | ----- | ----- | ----- | ----- |
| 2218  | ↘1770 | ↘1709 | ↘1677 | ↘1624 | ↗1627 | ↘1573 |
| 2017  | 2018  | 2019  | 2020  | 2021  | 2023  | 2024  |
| ↘1545 | ↗1547 | ↘1507 | ↘1465 | ↘1376 | ↘1353 | ↘1303 |

## Состав сельского поселения
| № | Населённый пункт | Тип населённого пункта       | Население |
| - | ---------------- | ---------------------------- | --------- |
| 1 | Куготы           | село                         | ↘356      |
| 2 | Шаралдай         | село, административный центр | ↘1414     |